# Dalila (nombre)
Dalila  es un nombre propio femenino de origen hebreo en su variante en español y significa la que tiene la llave.  Deriva del nombre hebreo  "D'lilah" (deseo), deriva en "dalál", que significa "Aquella que vacila" o "Aquella que languidece" o "Aquella que esta postrada".

## Etimología
Dalila Filistea del Valle de Sorec, la amante de Sansón, juez de Israel.  Sobornada por los filisteos, vendió a Sansón, le cortó  el cabello mientras dormía, ya que en él residía su fuerza prodigiosa. De este modo pudieron capturarle. (Jueces 16:1-31)

## Equivalencias en otros idiomas
| Variantes en otras lenguas | Variantes en otras lenguas |
| -------------------------- | -------------------------- |
| Español                    | Dalila                     |
| Inglés                     | Delilah                    |
| Japonés                    | ダリーラ                   |
| Italiano                   | Dàlila                     |
| Chino                      | 達利拉                     |